# Скуя, Роберт Оттович
Роберт Оттович Скуя (латыш. Roberts Skuja; 5 февраля 1910, Алуксненский район — 18 сентября 1984, Алуксненский район) — латвийский и советский шахматист и шахматный композитор. В составе сборной Латвии победитель командного чемпионата СССР по шахматной композиции.

## Биография
Родился в крестьянской семье и всю жизнь работал в сельском хозяйстве. В шахматы научился играть в 14 лет. В 1927 году стал чемпионом города Алуксне по шахматам. С 1930 по 1971 год участвовал в чемпионатах Латвии по шахматам. Самое большое достижение - дележ 2-3 места в 1950 году. После  Второй мировой войны был лучшим шахматистом латвийского сельского спортивного общества «Варпа». В индивидуальных чемпионатах СССР среди сельских шахматистов дважды становился вице-чемпионом: в 1951  и в 1952 годах. В 1954 и 1955 годах занимал первое место на первой доске в командных соревнованиях сельских шахматистов СССР. В 1956 году вместе со сборной Латвии, в составе которой выступали Марк Пасман, Игорь Жданов, Зигурдс Пигитс, выиграл командное первенство СССР среди сельских шахматистов.
Был также известен как шахматный композитор. В 1957 году в составе сборной Латвии стал победителем командного чемпионата СССР по шахматной композиции. Побеждал также на чемпионате Латвии по шахматной композиции в 1957 году в разделе этюдов. Этюдам и задачам Роберта Скуи была характерна простота формы.